# Єрланов Темірлан Єрланули
Темірлан Єрланули Єрланов (каз. Темірлан Ерланұлы Ерланов, нар. 9 липня 1993, Аягоз, Казахстан) — казахський футболіст, центральний захисник клубу «Актобе» та національної збірної Казахстану.

## Ігрова кар'єра

### Клубна
Темірлан Єрланов починав займатися футболом у клубі «Жетису». У 2013 році футболіст підписав контракт з клубом «Восток», у складі якого і дебютував на дорослому рівні.
У 2016 році Єрланов підписав дворічний контракт з клубом «Ордабаси». В першому сезоні захисник провів лише одну гру, а вже в наступному міцно закріпився в основному складі. Зробив вагомий внесок у досягнення клубу, коли «Ордабаси» двічі ставав призером чемпіонату країни. Разом з командою Єрланов також брав участь у матчах кваліфікації до Ліги Європи.
2020 рік футболіст провів у складі «Тобола» з Костанаю, з яким також виграв срібні медалі чемпіонату Казахстану. Після цього ще на один сезон повернувся до «Ордабаси». А влітку 2021 року як вільний агент приєднався до клубу «Актобе».

### Збірна
У лютому 2019 року тренер збірної Казахстану Міхал Білек викликав Темірлана Єрланова на збори національної команди. Першу гру у збірній Єрланов провів у лютому 2019 року, коли вийшов в основі у товариському матчі проти команди Молдови.

## Титули
Ордабаси
 Чемпіон Казахстану: 2023
 Бронзовий призер чемпіонату Казахстану (2): 2017, 2019
Тобол
 Віце - чемпіон Казахстану: 2020